# Skönheten och odjuret (TV-serie)
Skönheten och odjuret är en amerikansk TV-serie som sändes första gången 1987–1990 på CBS. I huvudrollerna ses Linda Hamilton och Ron Perlman.

## Handling
En man vid namn Jacob hittar i en gränd en baby som genom ett experiment är till hälften människa och till hälften lejon. Han ger babyn namnet Vincent och tar med den till den civilisation han lever i, i tunnlarna under gatorna i New York. Vincent växer upp, och som vuxen börjar han intressera sig för staden ovanför. En dag träffar han Catherine, och under deras förhållande räddar han hennes liv otaliga gånger, tack vare att han känner på sig när hon är i fara.

## Rollista i urval
- Linda Hamilton – Catherine Chandler, advokat
- Ron Perlman – Vincent
- Jay Acovone – Joe Maxwell, Catherines chef
- Terri Hanauer – Jenny Aronson, Catherines vän
- Ren Woods – Edie
- Edward Albert – Elliot Burch
- John McMartin – Charles Chandler, Catherines far
- Terrylene Sacchetti – Laura Williams
- Bruce Abbott – Devin Wells
- Joseph Campanella – Dr. Peter Alcroft
- Bill Marcus – John Moreno, allmän åklagare
- Stephen McHattie – Gabriel
- Roy Dotrice – Jacob Wells/Father
- Ellen Geer – Mary
- David Greenlee – Mouse
- Armin Shimerman – Pascal
- James Avery – Winslow
- Phillip Waller – Geoffrey
- Irina Irvine – Jamie
- Beah Richards – Narcissa
- Kathryn Spitz – Rebecca
- Ritch Brinkley – William
- Tony Jay – John Pater/Paracelsus
- Jo Anderson – Diana Bennett

## Avsnitt

### Säsong 1
- 1. Once Upon a Time in the City of New York
- 2. Terrible Savior
- 3. Siege
- 4. No Way Down
- 5. Masques
- 6. The Beast Within
- 7. Nor Iron Bars a Cage
- 8. Song of Orpheus
- 9. Dark Spirit
- 10. A Children's Story
- 11. An Impossible Silence
- 12. Shades of Gray
- 13. China Moon
- 14. The Alchemist
- 15. Temptation
- 16. Promises of Someday
- 17. Down to a Sunless Sea
- 18. Fever
- 19. Everything is Everything
- 20. To Reign in Hell
- 21. Ozymandias
- 22. A Happy Life

### Säsong 2
- 23 (2x1) Chamber Music
- 24 (2x2) Remember Love
- 25 (2x3) Ashes, Ashes
- 26 (2x4) Dead of Winter
- 27 (2x5) God Bless the Child
- 28 (2x6) Sticks and Stones
- 29 (2x7) A Fair and Perfect Knight
- 30 (2x8) Labyrinths
- 31 (2x9) Brothers
- 32 (2x10) A Gentle Rain
- 33 (2x11) The Outsiders
- 34 (2x12) Orphans
- 35 (2x13) Arabesque
- 36 (2x14) When the Bluebird Sings
- 37 (2x15) The Watcher
- 38 (2x16) A Distant Shore
- 39 (2x17) Trial
- 40 (2x18) A Kingdom by the Sea
- 41 (2x19) The Hollow Men
- 42 (2x20) What Rough Beast
- 43 (2x21) Ceremony of Innocence
- 44 (2x22) The Rest is Silence

### Säsong 3
- 45 (3x1) Though Lovers be Lost, Part 1
- 46 (3x2) Though Lovers be Lost, Part 2
- 47 (3x3) Walk Slowly
- 48 (3x4) Nevermore
- 49 (3x5) Snow
- 50 (3x6) Beggar's Comet
- 51 (3x7) A Time to Heal
- 52 (3x8) In the Forests of the Night
- 53 (3x9) Chimes at Midnight
- 54 (3x10) Invictus
- 55 (3x11) The Reckoning
- 56 (3x12) Legacies

## Skönheten och odjuret i Sverige
I Sverige visades Skönheten och odjuret från början på SVT, men har på senare år även visats på TV4 och TV 4 Guld.

## DVD
DVD-utgåvor i Sverige:
| Titel                       | Releasedatum    |
| --------------------------- | --------------- |
| Skönheten och odjuret Vol 1 | 5 augusti 2009  |
| Skönheten och odjuret Vol 2 | 17 oktober 2009 |
| Skönheten och odjuret Vol 3 | 2 december 2009 |
| Skönheten och odjuret Vol 4 | 3 februari 2010 |
| Skönheten och odjuret Vol 5 | 24 mars 2010    |